# Distrito de La Tinguiña
El distrito de La Tinguiña es uno de los catorce distritos peruanos que forman la provincia de Ica en el departamento de Ica, bajo la administración del Gobierno regional de Ica.

## Historia
El distrito de La Tinguiña fue creado mediante Ley 13791 del 28 de diciembre de 1961, durante el segundo gobierno del Presidente Manuel Prado Ugarteche.

### La Tinguiña en el Virreinato
El 17 de junio de 1563, el capitán español Don Luís Jerónimo de Cabrera, realiza la fundación de la Villa de Valverde de Ica, y empieza la posesión y división de grandes extensiones de terrenos, que con el tiempo dieron origen a las grandes haciendas, como las de San Juan de Buena Vista, Vista Alegre y Tacama, ubicadas en La Tinguiña. En el año 1776,  los antiguos moradores tinguiñanos, presenciaron la llegada de la Sagrada Imagen de la Virgen de Las Nieves, traída desde España que motivo la construcción de una capilla y un Beaterio, que en la actualidad (2016) son la Iglesia Virgen de las Nieves y el IST. Fernando León de Vivero. En aquella época solo tres calles formaban el pueblo tinguiñano: la calle Santa Rosa o el barrio Los Leones; la Av. Julio Cevasco y lo que hoy conocemos como la Av. Las Nieves.

### La Tinguiña en los años Veinte
De los años 20 al 40, aún no existía la carretera Panamericana, y se construyó un aeródromo en la pampa de La Tinguiña, lo que hoy es la Av. El Parque; donde empezaron a llegar los aviones Faucett, transportando a los magnates del algodón y de la uva, así como a turistas ávidos por conocer la laguna de Huacachina. Todo indicaba la próxima construcción de un Aeropuerto Internacional, pero en 1950 se construyó la Panamericana y empezó el ocaso del legendario “Puerto Aéreo” de La Tinguiña. Fue tan grande su apogeo que el 8 de enero de 1934, un grupo de tinguiñanos, fundó el Club Sport Puerto Aéreo de La Tinguiña. Primera Institución Cultural y Deportiva que sería protagonista de los próximos acontecimientos históricos de La Tinguiña.

### La Creación del Distrito
Era la década de los 50 y La Tinguiña seguía siendo un caserío más, dependiente de la Municipalidad de Ica. El pueblo quería lograr la elevación a categoría de Distrito, y en 1960 se formó una comisión pro creación de distrito, y cientos de tinguiñanos residentes en Lima apoyaron el proyecto con mucho esfuerzo y se logró la creación del Distrito de La Tinguiña mediante la promulgación de la Ley N.º 13791, un 28 de diciembre de 1961, firmado por Don Manuel Prado Ugarteche, en ese entonces Presidente de la República.
En seguida Don Jorge Cevasco Villagarcia fue elegido Primer Alcalde; siendo los primeros regidores: Miguel Ángel Campos Gutiérrez, Juvenal Farfán Uribe, Justo Sotelo Uribe, José Tipacti Ramos, Alberto Fuentes Ore, Miguel Altamirano Donayre, Humberto Lizarzaburo Martínez, Alfredo Uribe Alvites y Serafín Sotelo Uribe; quienes el 11 de febrero de 1962 en los salones del legendario club sport Puerto Aéreo realizaron la instalación como primer Concejo Municipal de La Tinguiña.

## Localización
| Noroeste: San Juan Bautista    | Norte: San José de los Molinos | Noreste: San José de los Molinos |
| Oeste: San Juan Bautista e Ica |                                | Este: Yauca del Rosario          |
| Suroeste: Ica                  | Sur: Parcona y Los Aquijes     | Sureste: Los Aquijes             |

## Composición étnica
La composición étnica de La Tinguiña se verá en el siguiente gráfico:

## Autoridades

### Municipales
- 2019 - 2022[2]
  - Alcalde: Juan Gustavo Roque Hernández, del Movimiento Regional Obras por la Modernidad.
  - Regidores:

  1. Carlos Fernando Huaranga Cotaquispe (Movimiento Regional Obras por la Modernidad)
  2. Eduardo Mario Ortiz Laura (Movimiento Regional Obras por la Modernidad)
  3. Rosana Yannet Gómez Campos de Herrera (Movimiento Regional Obras por la Modernidad)
  4. Sandra Nataly Oliden Servellón (Movimiento Regional Obras por la Modernidad)
  5. Teófilo Agustín Guillén Antezana (Movimiento Regional Obras por la Modernidad)
  6. Florián Arango Medina (Unidos por la Región)
  7. Fiona Nahymed Huamán Guardia (Avanza País - Partido de Integración Social)

Alcaldes anteriores
- 2015 - 2018: Carlos Reyes Roque, del Partido Aprista Peruano (APRA).
- 2011 - 2014: Pablo Camargo Pillihuamán, del Partido Regional de Integración de Ica (PRI).
- 2007 - 2010: Rubén Ananías Velásquez Serna.

## Festividades
- Semana Santa.
- Virgen de las Nieves
- Señor de Luren.